# 偽粉蝶屬
偽粉蝶屬（學名：Pseudopieris）是粉蝶科袖粉蝶亞科裡的一個屬。共有2個物種，分佈於新熱帶界，包括墨西哥至阿根廷一帶。幼蟲的寄主為豆科植物。

## 物種
- 偽粉蝶 Pseudopieris nehemia
  - 愛偽粉蝶 P. n. aequatorialis = 噴納偽粉蝶 P. penia
- 綠偽粉蝶 Pseudopieris viridula

## 文獻
- Lamas, G. 2004. Twenty-five new Neotropical Dismorphiinae (Lepidoptera: Pieridae). Revista peruana de Entomología 44: 17-36. Full article:
- 寿建新 周尧 李宇飞. . 中國: 陝西科學技術出版社. 2006-04-01. ISBN 9787536936768 （中文（简体））.

## 外部連結
- 维基共享资源上的相關多媒體資源：偽粉蝶屬
- Pseudopieris （页面存档备份，存于） - funet.fi